# معبد توشو

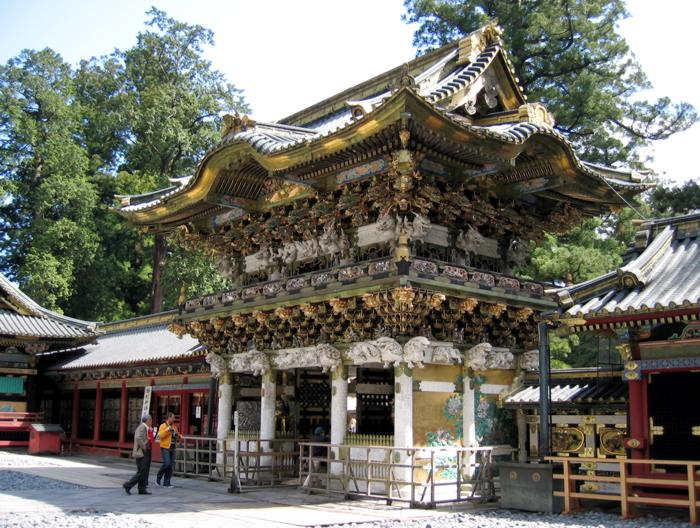
معبد نیکو توشو

معبد توشو (انگلیسی: Tōshō-gū) (東照宮) هر معبد شینتویی است که توکوگاوا ایه‌یاسو با نام «توشو دای‌گونگن» در آن تقدیس می‌شود. توکوگاوا ایه‌یاسو نخستین شوگون از شوگون‌سالاری توکوگاوا (۱۸۶۸–۱۶۰۳) بود. شوگون سالاری توکوگاوا سومین و آخرین دولت شوگون‌ها در تاریخ ژاپن است. توکوگاوا را پس از مرگ با نام توشو دای‌گونگن (به ژاپنی: 東照大権現) یاد کردند. 
معبدهای توشو در سراسر ژاپن یافت می‌شوند. محبوب‌ترین آنها برای گردشگری، معبد نیکو توشو است که در نیکو، توچیگی در استان توچیگی قرار دارد. این معبد یکی از آرامگاه‌ها و معابد نیکو جزئی از میراث جهانی یونسکو است.
معبد اوئنو توشو در پارک اوئنو در توکیو نیز یکی از معابد توشوی بسیار معروف است.

## نگارخانه

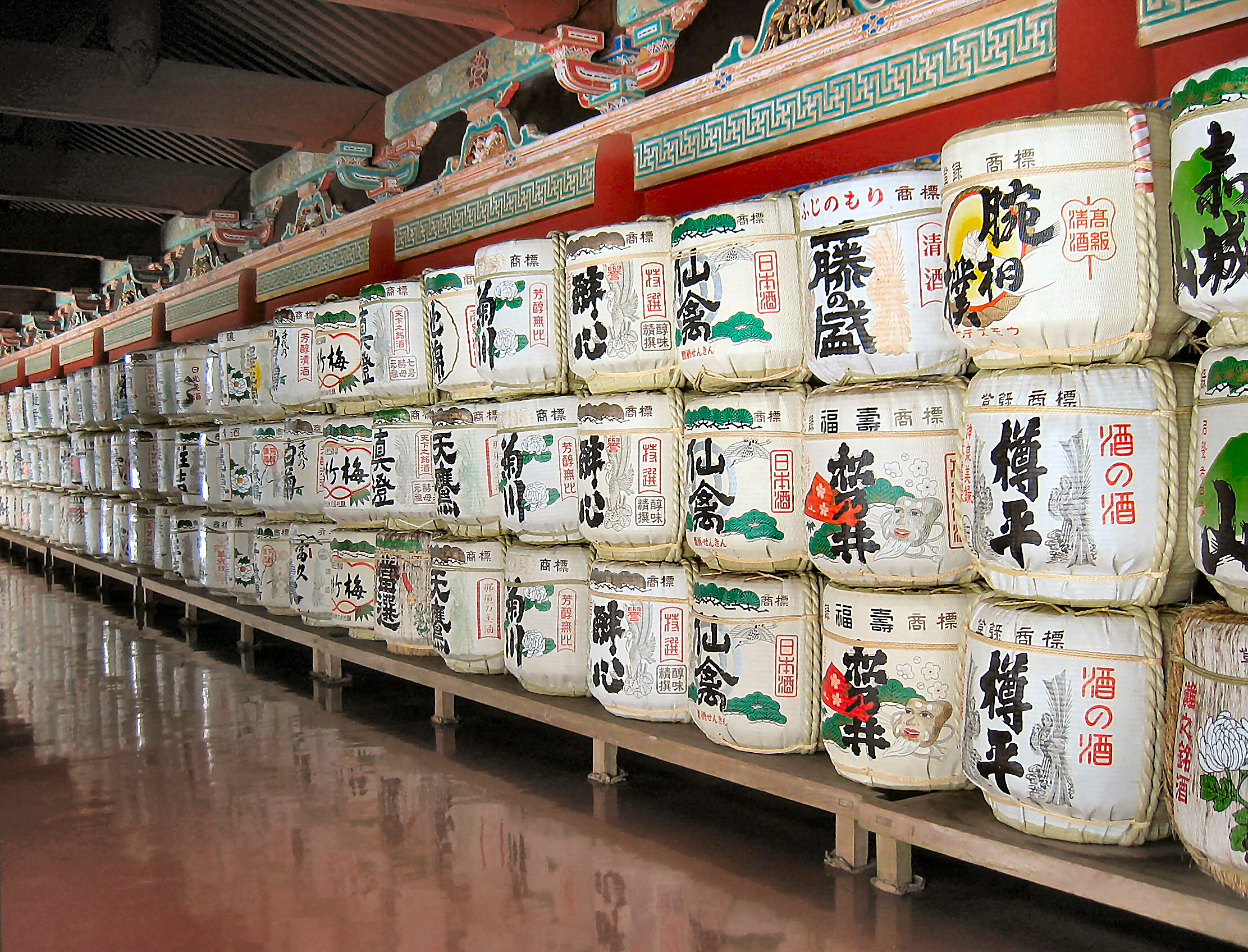
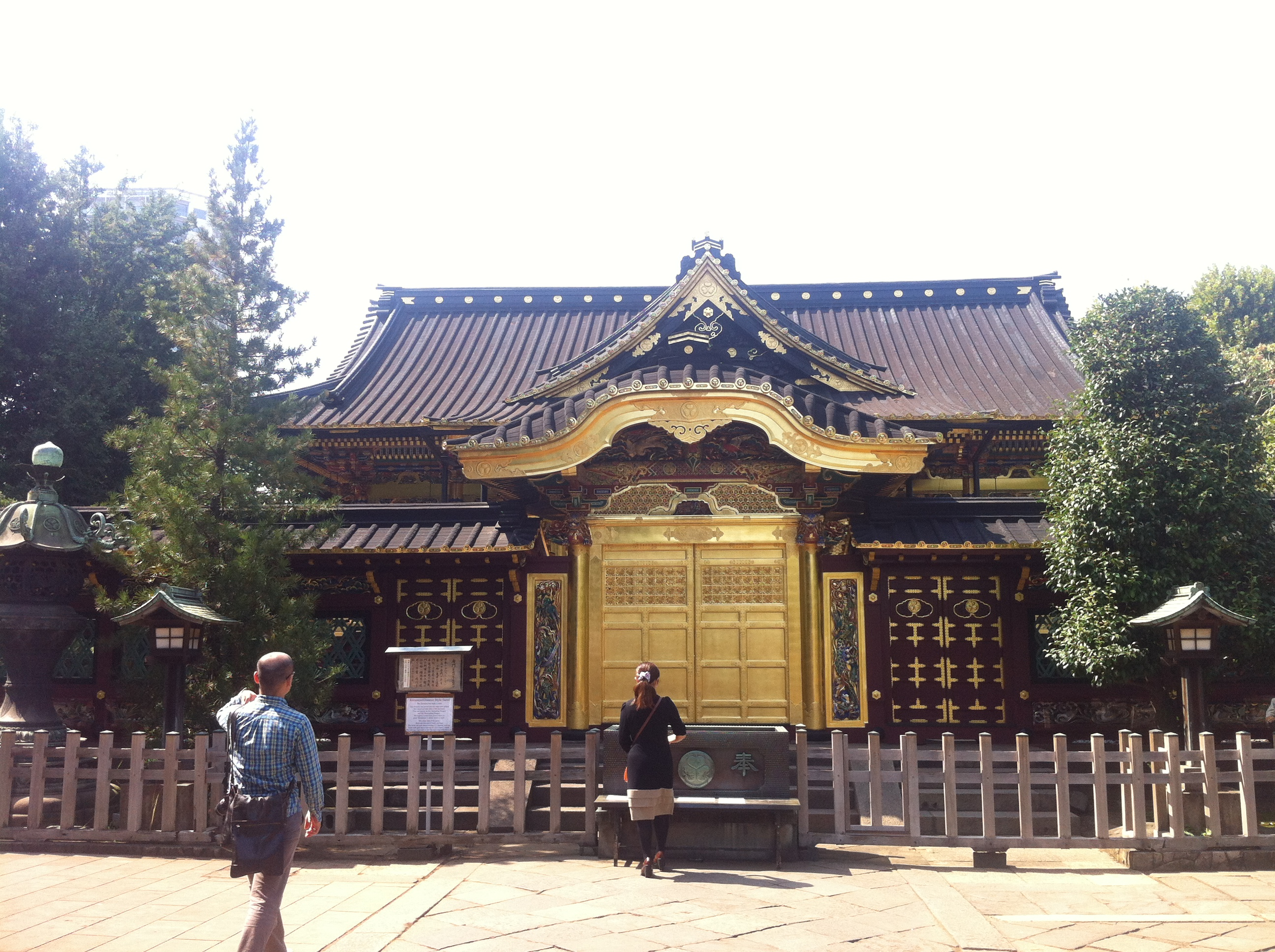
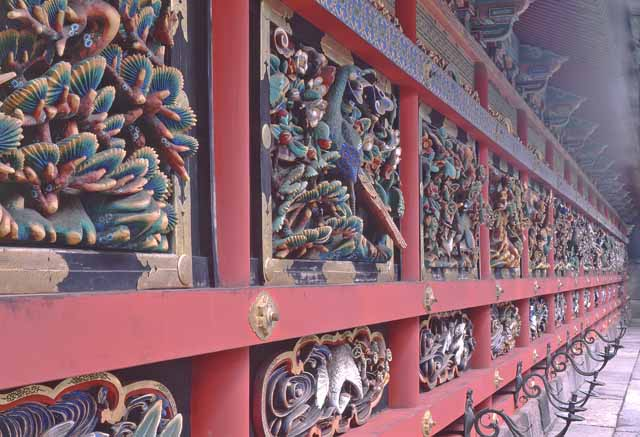
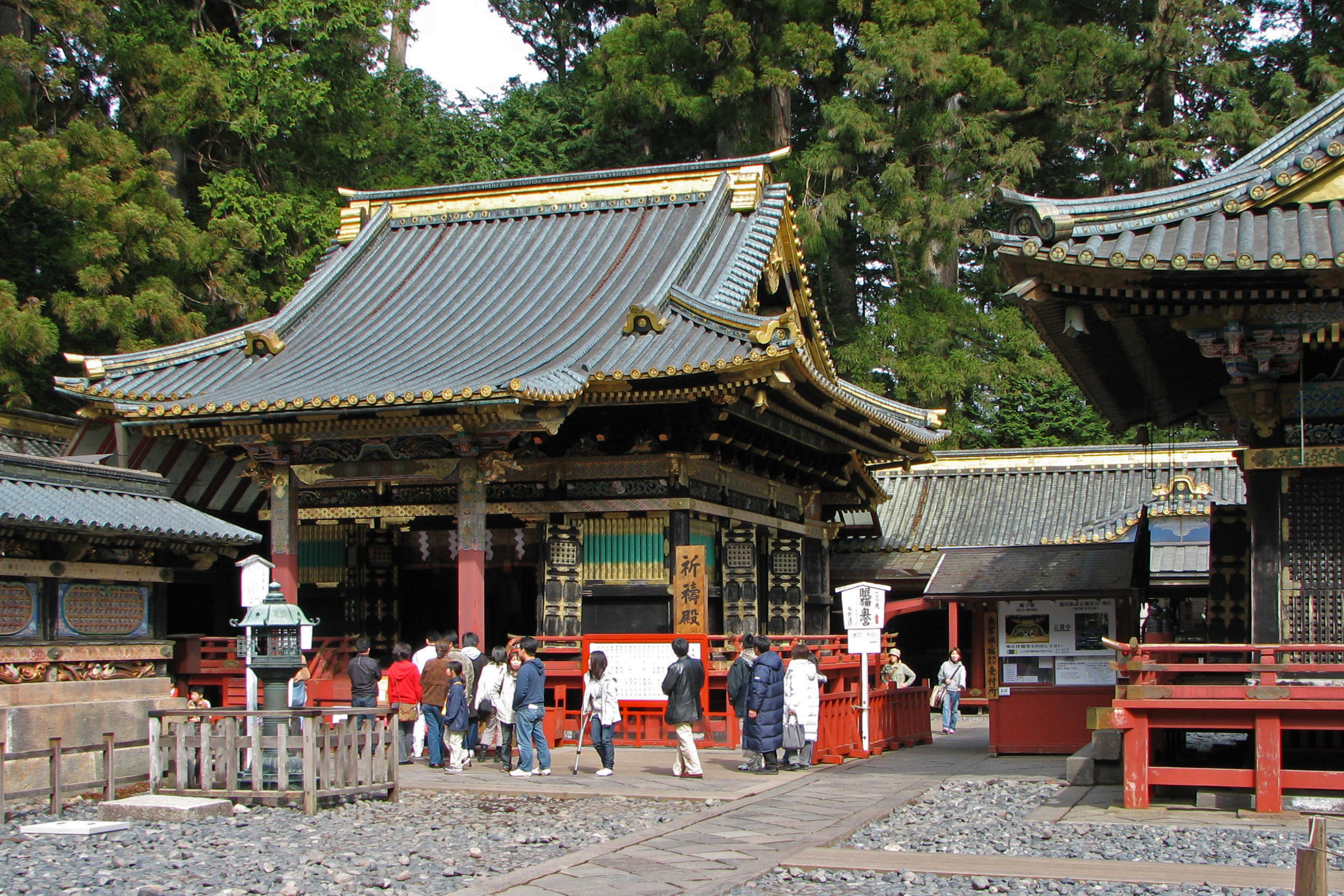
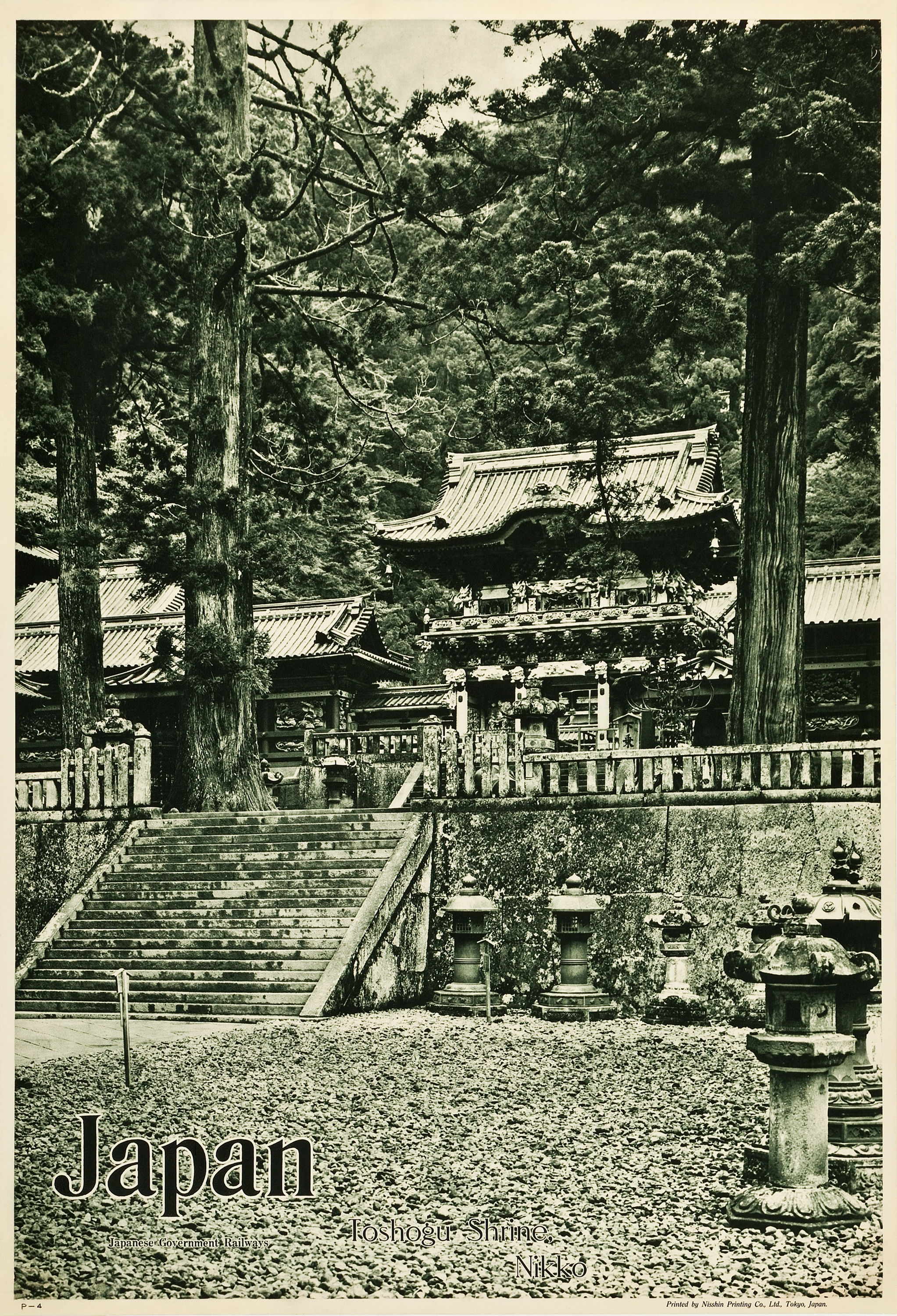